# Tangail (district)
Pour la ville, voir Tangail.
Tangail est un district du Bangladesh. Il est situé dans la division de Dhaka. La ville principale est Tangail.